# La gran felicidad
La gran felicidad es una película filmada en blanco y negro de Argentina dirigida por Carlos Borsani y Carlos Borcosque (hijo) según el guion de ambos que se produjo en 1966 y que tuvo como protagonistas a Virginia Lago, Carlos Borsani, Marcos Zucker y Dringue Farías. Por dificultades de índole económica el filme no fue estrenado comercialmente y recién se vio en televisión por Canal 11 el 11 de junio de 1973. Fue filmada en la ciudad de Luján, provincia de Buenos Aires.

## Reparto
- Virginia Lago
- Carlos Borsani
- Marcos Zucker
- Dringue Farías
- José Luis Mazza
- Roberto García Paz
- Roberto Guthié
- Claudio Caramelo
- Billy Bond
- Joe Borsani
- Fernando Bermúdez Lore
- Adalberto Cebasco
- Bernando Baraj

## Comentarios
Crónica en su edición matutina del 11 de junio de 1973 escribió a propósito de su exhibición en televisión:

”Algunas secuencias algo fuertes…no coincidieron con pautas establecidas en lo que hace a programas vespertinos. ¡Qué desliz!”

Jorge M. Couselo en Clarín dijo:

”Sin atractivos exteriores de espectáculos y con una escueta línea argumental acorde…con sencillez narrativa totalmente despojado, La gran felicidad es declaradamente un desafío a los medios industriales, al cine de artificios y decorados.”